# Імператор Нідзьо
Імператор Нідзьо́ (яп. 二条天皇, にじょうてんのう, нідзьо тенно; 31 липня 1143 — 5 вересня 1165) — 78-й Імператор Японії, синтоїстське божество. Роки правління: 5 вересня 1158 — 3 серпня 1165.
Старший син імператора Ґо-Сіракави і Мінамото но Ацусіко. При народженні отримав ім'я Моріхіто. Його мати померла невдовзі після пологів, тому малолітнього принца взяв на виховання його дід — верховний імператор Тоба.
У 1155 році раптово помер імператор Коное. За трон боролися принц Сіґехіто, син імператора Сутоку та принц Моріхіто. Було вирішено, що принц Моріхіто стане ченцем у храмі Ніннадзі, а Сіґехіто зійде на трон. Однак знайшлося багато противників такого рішення. У результаті імператором став принц Масахіто під іменем Ґо-Сіракава. Натомість принц Моріхіто став спадкоємцем трону.
Значний політичний вплив набув Фудзівара но Мітінорі. Вже 1159 року Фудзівара но Нобуйорі і Мінамото но Йосітомо повстали і захопили столицю, оголосивши імператора Нідзьо одноосібним правителем. Але зрештою заколотники зазнали поразки й владу перебрав Тайра но Кійоморі. Останньому протидіяв верховний імператор Ґо-Сіракава. Політичні амбіції не влаштовували Нідзьо. 1161 року було викрито змову зметою зробити принцаНоріхіто спадкоємцем трону. У відповідь Ґо-Сіракава та його прихильники серед клану Тайра були відсторонені від будь-якого політичного впливу.
1165 року він захворів, після чого оголосив свого сина Нобухіто. Того ж року після зрікся трону на користь останнього, який став відомий як імператор Рокудзьо. Колишній імператор Нідзьо невдовзі помер.